# Chant du départ
El Chant du Départ (en francés : «Canción de la partida») es una canción revolucionaria y de guerra escrita por Étienne Nicolas Méhul (quien compuso la partitura) y Marie-Joseph Chénier (quien escribió la letra) en 1794. 
Algunos autores la consideran el himno del Primer Imperio Francés, pues Napoleón Bonaparte la prefería a La Marsellesa. De hecho, fue apodada: "la Hermana de Marseillaise" por los soldados de la República Francesa.
Fue interpretada por primera vez el 14 de julio de 1794 en una versión orquestal. 17.000 copias de la letra fueron impresas y distribuidas entre las tropas. Su título original era "Canto a la libertad".
La canción sobrevivió a la Revolución y al Imperio, y continúa en el repertorio del Ejército Francés. El ex presidente de Francia, Valéry Giscard d'Estaing, la usó en su campaña electoral de 1974 y ya como presidente solía pedir que se tocara junto a la Marsellesa.

## Letra
| Un député du Peuple | Un diputado del Pueblo |
| La victoire en chantant Nous ouvre la barrière. La Liberté guide nos pas. Et du Nord au Midi La trompette guerrière A sonné l'heure des combats. Tremblez ennemis de la France Rois ivres de sang et d'orgueil. Le Peuple souverain s'avance, Tyrans descendez au cercueil.                                       | La victoria, cantando Nos abre las puertas. La libertad guía nuestros pasos. Y del norte al sur La trompeta guerrera Ha sonado la hora de las batallas. Temblad, enemigos de Francia, Reyes ebrios de sangre y orgullo. El Pueblo soberano avanza, Tiranos, descended al sepulcro.                                                                         |
| Chant des guerriers (Refrain) | Canto de los guerreros (Refrán) |
| La République nous appelle Sachons vaincre ou sachons périr //Un Français doit vivre pour elle Pour elle un Français doit mourir.// | La República nos llama, Sepamos vencer, o sepamos perecer. //Un francés debe vivir por ella, Por ella, un francés debe morir.// |
| Une mère de famille | Una madre de familia |
| De nos yeux maternels ne craignez pas les larmes: Loin de nous de lâches douleurs! Nous devons triompher quand vous prenez les armes: C'est aux rois à verser des pleurs. Nous vous avons donné la vie, Guerriers, elle n'est plus à vous; Tous vos jours sont à la patrie: Elle est votre mère avant nous.       | De nuestros ojos maternales No temáis las lágrimas: Lejos de nos, ¡tal cobarde dolor! Nosotras deberemos triunfar cuando vosotros toméis las armas: Son los reyes los que deben llorar. Nosotras os hemos dado la vida, Guerreros, ya no os pertenece más; Todos vuestros días son para la Patria: Ella es vuestra madre antes que nosotras.               |
| (Refrain) | (Refrán) |
| Deux vieillards | Dos viejos |
| Que le fer paternel arme la main des braves; Songez à nous au champ de Mars; Consacrez dans le sang des rois et des esclaves Le fer béni par vos vieillards; Et, rapportant sous la chaumière Des blessures et des vertus, Venez fermer notre paupière Quand les tyrans ne seront plus.                           | Que el hierro paternal arme la mano de los bravos; Pensad en nosotros en el campo de Marte; Consagrad en la sangre de reyes y esclavos El hierro bendito por vuestros viejos; Y, trayendo de vuelta a casa Heridas y virtudes, Venid, y cerrad nuestros ojos, Cuando ya los tiranos no sean más.                                                           |
| (Refrain) | (Refrán) |
| Un enfant | Un niño |
| De Barra, de Viala le sort nous fait envie; Ils sont morts, mais ils ont vaincu. Le lâche accablé d'ans n'a point connu la vie: Qui meurt pour le peuple a vécu. Vous êtes vaillants, nous le sommes: Guidez-nous contre les tyrans; Les républicains sont des hommes, Les esclaves sont des enfants.             | De Barra y de Viala; Envidiamos los destinos Murieron, pero vencieron. El cobarde agobiado por la edad jamás conoció la vida; Quien muere por el pueblo, ha vivido. Vosotros sois valientes, y nosotros también: Guíennos contra los tiranos; Los republicanos son hombres, Los esclavos son niños.                                                        |
| (Refrain) | (Refrán) |
| Une épouse | Una esposa |
| Partez, vaillants époux; les combats sont vos fêtes; Partez, modèles des guerriers; Nous cueillerons des fleurs pour en ceindre vos têtes : Nos mains tresserons vos lauriers. Et, si le temple de mémoire S'ouvrait à vos mânes vainqueurs, Nos voix chanteront votre gloire, Nos flancs porteront vos vengeurs. | Partid, valientes esposos; las luchas son vuestras fiestas; Partid, modelos de guerreros; Nosotras cortaremos flores para ceñir vuestras cabezas : Nuestras manos trenzarán vuestros laureles. Y si el templo de la memoria Se abre para vuestras almas vencedoras Nuestras voces cantarán vuestra gloria, Nuestros vientres llevarán vuestros vengadores. |
| (Refrain) | (Refrán) |
| Une jeune fille | Una joven |
| Et nous, sœurs des héros, nous qui de l'hyménée Ignorons les aimables nœuds; Si, pour s'unir un jour à notre destinée, Les citoyens forment des vœux, Qu'ils reviennent dans nos murailles Beaux de gloire et de liberté, Et que leur sang, dans les batailles, Ait coulé pour l'égalité.                         | Y nosotras, hermanas de héroes, nosotras, quien del casamiento Ignoramos los lazos amables; Si para unirse un día a nuestro destino, Los ciudadanos expresan el deseo, Que vuelvan a nuestras murallas Bellos de gloria y de libertad, Y que su sangre, en las batallas, Haya corrido para la igualdad.                                                    |
| (Refrain) | (Refrán) |
| Trois guerriers | Tres guerreros |
| Sur le fer devant Dieu, nous jurons à nos pères, À nos épouses, à nos sœurs, À nos représentants, à nos fils, à nos mères, D'anéantir les oppresseurs: En tous lieux, dans la nuit profonde, Plongeant l'infâme royauté, Les Français donneront au monde Et la paix et la liberté.                                | Con nuestras armas, ante Dios, juramos a nuestros padres, A nuestras esposas, a nuestras hermanas, A nuestros representantes, a nuestros hijos, a nuestras madres, Aniquilar a los opresores: En todas partes, en la noche profunda, Sumergiendo la infame realeza, Los franceses darán al mundo y la paz y la libertad.                                   |
| (Refrain) | (Refrán) |